# 岐阜市立三輪北小学校
岐阜市立三輪北小学校（ぎふしりつ みわきたしょうがっこう）は、岐阜県岐阜市にある公立小学校。

## 沿革
- 1872年（明治5年）5月 - 明誼学校が開校。浄音寺[注釈 1]を仮校舎とする。三輪村、北野村、岩村、門屋村、宮上村、茂地村の児童が通学。
- 1886年（明治19年） - 北野尋常小学校に改称する。
- 1889年（明治22年）7月1日 - 三輪村、北野村、岩村、門屋村が合併し、山県村が発足。
- 1890年（明治23年） - 山県尋常高等小学校に改称する。
- 1941年（昭和16年）4月 - 山県国民学校に改称する。
- 1947年（昭和22年）4月 - 山県村立山県小学校に改称する。
- 1956年（昭和31年）4月1日 - 山県村、春近村、厳美村の北部（太郎丸・福富・石原）が合併し、三輪村が発足。同時に三輪村立山県小学校に改称する。
- 1961年（昭和36年）4月1日 - 三輪村が岐阜市に編入される。同時に岐阜市立山県小学校に改称する。
- 1964年（昭和39年）4月1日 - 岐阜市立三輪北小学校に改称する。

## 通学区域
- 門屋、山県北野、山県岩、三輪、門屋字野崎、門屋門、門屋溝上、北野西、北野西山、北野南、北野東、三輪宮西、三輪宮前、山県岩中、山県岩西、山県岩南、出屋敷、山県岩明光、門屋勢引、北野阿原、北野北、山県岩東、山県岩山県北野入会地、三輪ぷりんとぴあ[1]。

## 進学先中学校
- 岐阜市立三輪中学校

## 交通アクセス
- 岐阜バス

高美線（JR岐阜駅バスターミナルからは中濃庁舎（B87）行）「北野」バス停より徒歩約3分。